# Protogastraceae
Protogastraceae es una familia de hongos del orden Boletales que contiene el único género Protogaster. El género, a su vez, contiene la única especie Protogaster rhizophilus, que se encuentra en las raíces de la planta Viola en los Estados Unidos. La familia fue descrita por el micólogo estadounidense Sanford Myron Zeller en 1934, el género y la especie por Roland Thaxter.